# Maxence Idesheim
Maxence Idesheim (ur. 8 lipca 1974 w Quimper) – francuski snowboardzista, wicemistrz świata.

## Kariera
W Pucharze Świata zadebiutował 24 listopada 1994 roku w Zell am See, gdzie zajął szóste miejsce w slalomie równoległym (PSL). Tym samym już w swoim debiucie wywalczył pierwsze pucharowe punkty. Na podium zawodów pucharowych po raz pierwszy stanął 28 stycznia 1995 roku w Bad Hindelang, kończąc rywalizację w slalomie równoległym na trzeciej pozycji. W zawodach tych wyprzedzili go jedynie Niemiec Mathias Behounek i Mike Jacoby z USA. Łącznie 13 razy stawał na podium zawodów PŚ, odnosząc przy tym trzy zwycięstwa: 16 marca 1996 roku w Mount Bachelor i 9 marca 1997 roku w Bardonecchii był najlepszy w PSL, a 6 marca 1998 roku w Les Gets triumfował w gigancie równoległym (PGS). Najlepsze wyniki osiągnął w sezonie 1997/1998, kiedy to zajął czwarte miejsce w klasyfikacji generalnej. Ponadto w sezonie 1995/1996 był trzeci w klasyfikacji slalomu.
Jego największym sukcesem jest srebrny medal w gigancie wywalczony na mistrzostwach świata w Berchtesgaden w 1999 roku. Rozdzielił tam Niemca Markusa Ebnera i Austriaka Stefana Kaltschütza. Był też między innymi ósmy w PSL na tych samych mistrzostwach. Brał też udział w igrzyskach olimpijskich w Nagano, gdzie zajął ósme miejsce w gigancie.
W 2001 r. zakończył karierę.

## Osiągnięcia

### Igrzyska olimpijskie
| Miejsce | Dzień    | Rok  | Miejscowość | Konkurencja | Zwycięzca       |
| ------- | -------- | ---- | ----------- | ----------- | --------------- |
| 8.      | 8 lutego | 1998 | Nagano      | Gigant      | Ross Rebagliati |

### Mistrzostwa świata
| Miejsce | Dzień       | Rok  | Miejscowość          | Konkurencja       | Zwycięzca           |
| ------- | ----------- | ---- | -------------------- | ----------------- | ------------------- |
| 10.     | 27 stycznia | 1996 | Lienz                | Gigant            | Jeff Greenwood      |
| 10.     | 28 stycznia | 1996 | Lienz                | Slalom równoległy | Ivo Rudiferia       |
| 15.     | 23 stycznia | 1997 | San Candido          | Slalom            | Bernd Kroschewski   |
| 20.     | 25 stycznia | 1997 | San Candido          | Slalom równoległy | Mike Jacoby         |
| 2.      | 13 stycznia | 1999 | Berchtesgaden        | Gigant            | Markus Ebner        |
| 10.     | 14 stycznia | 1999 | Berchtesgaden        | Gigant równoległy | Richard Richardsson |
| 8.      | 15 stycznia | 1999 | Berchtesgaden        | Slalom równoległy | Nicolas Huet        |
| 87.     | 22 stycznia | 2001 | Madonna di Campiglio | Gigant            | Jasey-Jay Anderson  |
| 36.     | 26 stycznia | 2001 | Madonna di Campiglio | Slalom równoległy | Gilles Jaquet       |

### Puchar Świata

#### Miejsca w klasyfikacji generalnej
- sezon 1994/1995: -
- sezon 1995/1996: 7.
- sezon 1996/1997: 10.
- sezon 1997/1998: 4.
- sezon 1998/1999: 9.
- sezon 1999/2000: 30.
- sezon 2000/2001: 66.

#### Miejsca na podium
1. Bad Hindelang – 28 stycznia 1995 (slalom równoległy) - 3. miejsce
2. Altenmarkt – 3 grudnia 1995 (slalom równoległy) - 2. miejsce
3. Sun Peaks – 2 marca 1996 (slalom równoległy) - 3. miejsce
4. Mount Bachelor – 15 marca 1996 (slalom) - 3. miejsce
5. Mount Bachelor – 16 marca 1996 (slalom równoległy) - 1. miejsce
6. Sestriere – 7 grudnia 1996 (slalom) - 3. miejsce
7. Bardonecchia – 9 marca 1997 (slalom równoległy) - 1. miejsce
8. Oberstdorf – 26 lutego 1998 (slalom równoległy) - 2. miejsce
9. Les Gets – 6 marca 1998 (gigant równoległy) - 1. miejsce
10. Zell am See – 14 listopada 1998 (gigant) - 3. miejsce
11. Ischgl – 4 grudnia 1998 (slalom równoległy) - 2. miejsce
12. Gstaad – 20 stycznia 1999 (gigant) - 3. miejsce
13. Tignes – 27 listopada 1999 (gigant równoległy) - 3. miejsce